# Las lecciones de Blaga
Las lecciones de Blaga ( en búlgaro: Уроците на Блага, fonéticamente Urotcite na Blaga) es una película dramática búlgara de 2023 dirigida y producida por Stephan Komandarev, quien coescribió con Simeon Ventsislavov. La película está protagonizada por Eli Skorcheva como Blaga, una maestra jubilada de Shumen que está de luto por la reciente muerte de su marido, que es víctima de una estafa criminal mientras intenta recaudar el dinero para pagar su lápida.
La película fue seleccionada como la entrada búlgara a mejor película internacional en la Premios Óscar 2024.

## Premios
En Karlovy Vary, la película ganó el Globo de Cristal a la mejor película  y el premio del jurado ecuménico, y Skorcheva ganó el premio a la mejor actriz.